# Жестокая суббота
«Жестокая суббота» (англ. Violent Saturday) — криминальная мелодрама режиссёра Ричарда Флейшера, вышедшая на экраны в 1955 году.
Поставленный по роману Уильяма Хита, фильм рассказывает о подготовке и совершении ограбления банка в небольшом шахтёрском городке на юго-западе США, и том, каким образом это ограбление изменило жизни нескольких горожан.
Фильм снимался в цвете в широкоформатной системе «Синемаскоп». Основные съёмки проходили в известном своими медными рудниками городке Бисби, штат Аризона.

## Сюжет
В городок Брэйденвилл на юго-западе США, жизнь которого строится вокруг крупного медного рудника, на междугороднем автобусе прибывает некто Харпер (Стивен Макнэлли). Выдавая себя за коммивояжёра, торгующего женскими украшениями, он снимает номер в местной гостинице и просит зарезервировать ещё одну комнату для двух своих помощников. Вскоре в город прибывают на поезде Чепман (Дж. Кэррол Нэш) и Дилл (Ли Марвин). Все трое приступают к тщательному изучению работы местного банка и отделения полиции, а также географии прилегающей к городу территории.
Тем временем городок живёт своей жизнью. Местный библиотекарь Элси Брэйден (Сильвия Сидни), получив от управляющего местным банком Гарри Ривза (Томми Нунан) уведомление о том, что она просрочила платежи по кредиту, крадёт из библиотеки чужую сумочку. Управляющий медным рудником Шелли Мартин (Виктор Мэтьюр) застаёт своего сына Стива во время драки с лучшим другом. На работе Шелли беседует с сыном владельца рудника Бойдом Фейрчайлдом (Ричард Иган), который подавлен постоянными изменами жены Эмили (Маргарет Хейз) и неспособностью восстановить с ней нормальные отношения. В результате он не постоянно пьёт и не может заставить себя заняться серьёзным делом. Шелли же не только успешен в качестве управляющего, но и счастлив в семейной жизни. Однако, вернувшись с работы домой, он неожиданно для себя выясняет, что сын Стив подрался в школе, так как ему было стыдно, что его отец во время войны не был на фронте и не награждён медалью, как отец его лучшего друга. Хотя Шелли объясняет сыну, что во время войны он не был в армии, так как получил задание правительства организовать работу медного рудника, такой ответ не в полной мере удовлетворяет сына.
Харпер, Чепман и Дейл собираются в гостиничном номере, чтобы тщательно проработать план ограбления местного банка на следующий день. После этого Харпер направляется за город, где находит ферму амишей, возглавляемую миролюбивым и гостеприимным фермером Штадтом (Эрнест Боргнайн), где нет ни телефона, ни других современных технических средств транспорта и связи. Тем же вечером Бойд, напившись в баре, начинает проявлять интерес к привлекательной медсестре Линде Шерман (Вирджиния Лейт), которая недавно появилась в городке. Линда явно симпатизирует Бойду, однако никак не отвечает на его предложение сбежать из города вместе с ним. Она помогает Бойду добраться домой и дожидается, пока приедет его жена. Когда дома появляется Эмили, Линда просит её прекратить унижать своего мужа изменами и наладить с ним отношения, угрожая в противном случае занять её место. Вернувшись в гостиничный номер, где она живёт, Линда начинает раздеваться перед сном, не подозревая, что из тёмного переулка за ней в окно наблюдает Гарри. В этом же переулке неожиданно появляется и Элси, выбрасывая в мусорный контейнер украденную сумочку. Когда Гарри замечает это, Элси в ответ угрожает разоблачить его как вуайериста, если он попробует донести на неё в полицию. Перед рассветом Эмили будит Бойда, и после искреннего разговора и взаимных признаний в любви пара решает вместе поехать на отдых, чтобы восстановить свои прежние отношения.
Утром прямо на улице в центре города Харпер останавливает машину Шелли, и, угрожая оружием заставляет его забрать Чепмана и Дилла, после чего ехать на ферму Штадта. Там бандиты связывают Штадта, его жену и троих детей, а также Шелли, и запирают всех в амбаре. Затем Харпер, Чепман и Дейл на машине Шелли возвращаются в город, оставляя на ферме четвёртого члена банды. По дороге, чтобы отвлечь основные силы полиции, Чапман звонит в местное отделение с ложным сообщением о крупной автоаварии недалеко от города.
Тем временем в банке среди прочих клиентов оказываются Элси, которая пришла погасить кредит, рассчитывая, что теперь у неё не будет проблем с Гарри, а также Эмили, которая выписывает дорожные чеки, готовясь к предстоящей поездке с мужем на отдых. Подъехавшим в этот момент грабителям удаётся легко захватить банк, однако когда они пытаются зайти в основное хранилище, Гарри вытаскивает из стола револьвер и пытается стрелять. Дилл опережает банкира и ответным выстрелом ранит его, а затем убивает бросившуюся ему на помощь Эмили. Забрав несколько мешков с деньгами, грабители возвращаются на ферму Штадта.
К этому времени Шелли уже смог освободиться, убить оставленного на ферме четвёртого члена банды, завладеть ружьём и ключами от грузовика, на котором предполагали продолжить свой путь грабители. В тот момент, когда Шелли собирается освободить семью амишей и бежать вместе с ними на грузовике, на ферме появились грабители, сразу открывая по нему огонь. Шелли вынужден укрыться в амбаре и держать оборону. Штадт, следуя своим нравственным убеждениям, отрицающим насилие, поначалу отказался помогать ему. Однако когда грабители предлагают Шелли отдать ключи от грузовика, пообещав, что никого не тронут, он по совету Штадта отказывается верить обещаниям врага. Не получив ключей, грабители с помощью машины Шелли выбивают амбарные ворота, а затем Харпер поджигает её, чтобы вызвать пожар в амбаре и заставить Шелли и амишей выйти на улицу. Когда Шелли и Штадт пытаются вытолкнуть горящую машину обратно во двор, бандиты открывают огонь, раня в плечо одного из детей Штадта. Вступая в перестрелку, Шелли убивает сначала Чепмана, а затем и Харпера, однако его в свою очередь ранит Дилл. Пока Дилл перезаряжает оружие, чтобы добить Шелли, Штадт подкрадывается к нему сзади и закалывает бандита вилами, прося у Бога прощения за свой поступок.
Позднее в больничной палате раненый в плечо Гарри сознаётся Линде, что подглядывал за ней в окно, и она прощает его. Затем Линда выходит на улицу, где пытается утешить Бойда в связи со смертью Эмили, однако он подавлен горем и просит оставить его одного. В палату к Шелли, который был ранен в ногу, приходит гордый Стив, который теперь считает своего отца героем и привёл с собой всех знакомых мальчишек.

## В ролях
- Виктор Мэтьюр — Шелли Мартин
- Ричард Иган — Бойд Фейрчайлд
- Стивен Макнэлли — Харпер
- Вирджиния Лейт — Линда Шерман
- Томми Нунан — Гарри Ривз
- Ли Марвин — Дилл
- Маргарет Хейз — Эмили Фейрчайлд
- Дж. Кэррол Нэш — Чепман
- Сильвия Сидни — Элси Брэйден
- Эрнест Боргнайн — Штадт
- Билли Чэпин[англ.] — Стив Мартин
- Дороти Патрик — Хелен Мартин
- Вирджиния Кэрролл — Кэрол, секретарша Шелли Мартина (в титрах не указана)

## Создатели фильма и исполнители главных ролей
Фильм имеет очень сильную творческую группу и актёрский состав. Так, сценарист Сидни Бём, который в 1953 году был номинирован на Оскар за сценарий шпионского триллера «Атомный город» (1952), также известен по фильму нуар «Большая жара» (1953). Кроме того, он написал сценарии таких успешных фильмов нуар, как «Высокая стена» (1947), «Переулок» (1949), «Сыщик» (1949), «Загадочная улица» (1950), «Станция Юнион» (1950), «Полицейский-мошенник» (1954) и «Чёрный вторник» (1954), а также фантастического фильма «Когда миры столкнутся» (1951). Ричард Флейшер более всего известен фильмами нуар «Ограбление инкассаторской машины» (1950), «Женщина его мечты» (1951) и «Узкая грань» (1952), основанными на документальном материале криминальными драмами «Насилие» (1959, фильм был номинирован на премию БАФТА), «Бостонский душитель» (1968) и «Риллингтон плейс, дом 10» (1971), а также фантастическими лентами «20000 лье под водой» (1954), «Фантастическое путешествие» (1966) и «Зелёный сойлент» (1973).
Виктор Мэтьюр играл как в таких признанных фильмах нуар, как «Ночной кошмар» (1941), «Жестокий Шанхай» (1941), «Поцелуй смерти» (1947) и «Плач большого города» (1948), так и в эпических исторических драмах «Самсон и Далила» (1949), «Плащаница» (1953), «Египтянин» (1954) и «Деметрий и гладиаторы» (1954). Ричард Иган сыграл заметные роли второго плана в фильмах нуар «Проклятые не плачут» (1950), «Шоссе 301» (1950), «Голливудская история» (1951), «Доля секунды» (1953), «Порочная женщина» (1953) и «Убийство на Десятой авеню» (1957), а позднее — главные роли в мелодраме «Летнее место» (1959) и исторической картине «300 спартанцев» (1962). Стивен Макнэлли известен по ролям в драме «Джонни Белинда» (1948) и вестерне «Винчестер 73» (1950), а также ролями в фильмах нуар «Крест-накрест» (1949), «Леди играет в азартные игры» (1949), «Выхода нет» (1950), «Женщина в бегах» (1950), «Дипкурьер» (1952) и «Доля секунды» (1953).
Ли Марвин сыграл в фильмах нуар «Сильная жара» (1953) и «Плохой день в Блэк Роке» (1955), вестернах «Семь человек с этого момента» (1956), «Человек, который застрелил Либерти Вэланса» (1962) и «Профессионалы» (1966), военных фильмах «Атака» (1956), «Грязная дюжина» (1967), «Ад в Тихом океане» (1968) и «Большая красная единица» (1980) и криминальных триллерах «Убийцы» (1964, премия БАФТА лучшему исполнителю главной роли) и «В упор» (1967). В 1966 году Марвин завоевал премии Оскар, Золотой глобус и БАФТА за исполнение главной роли в комедийном вестерне «Кошка Балу» (1965). Сильвия Сидни была ветераном в криминальном и социальном жанре. В 1930-е годы она сыграла в социальной драме «Уличная сцена» (1931), трёх социальных фильмах нуар Фрица Ланга — «Ярость» (1936), «Жизнь даётся один раз» (1937) и «Ты и я» (1938), гангстерских нуарах «Городские улицы» (1931) и «Тупик» (1937), а также в триллере Альфреда Хичкока «Саботаж» (1936). В 1974 году она была номинирована на Оскар за роль второго плана в психологической драме «Летние желания, зимние мечты» (1973). В 1956 году Эрнест Боргнайн был удостоен Оскара как лучший актёр в главной роли за работу в мелодраме «Марти» (1955). Другими наиболее известными фильмами с участием Боргнайна стали романтическая комедия «Свадебный завтрак» (1956), нуаровый триллер «Плохой день в Блэк Роке» (1955), военный экшн «Грязная дюжина» (1967), вестерн «Дикая банда» (1969), приключенческие фильмы «Полёт Феникса» (1965) и «Приключения „Посейдона“» (1972) и фантастический экшн «Побег из Нью-Йорка» (1981).

## История создания фильма
Фильм стал первой продюсерской работой Бадди Адлера для студии «Двадцатый век Фокс». В 1956 году он сменит Дэррила Занука в должности генерального продюсера студии. Сценарий фильма написал Сидни Бём на основе рассказа Уильяма Хита, опубликованного в журнале «Cosmopolitan» в феврале 1955 года, одновременно с выходом фильма на экран. На должность режиссёра Адлер выдвинул выпускника Школы драмы Йельского университета Ричарда Флейшера. Флейшер в своей автобиографии «Только скажите мне, когда плакать» вспоминал: «Адлер был новым фаворитом на студии, сценарий был многообещающим, и „Фокс“ был тем местом, где мне хотелось работать. Я принял предложение и неминуемый долгосрочный контракт вместе с ним. В течение последующих пятнадцати лет я работал главным образом на „Фокс“».
Согласно информации «Голливуд репортер», фильм был одним из самых низкобюджетных среди фильмов, которые снимались в формате «Синемаскоп» и цвете «ДеЛюкс». Фильм снимался на натуре в старом шахтёрском городке Бисби в штате Аризона, а также в Тусоне. Помимо этого, некоторые уличные сцены снимались на киноранчо «Двадцатого века Фокс» в Малибу.
Флейшер был особенно доволен и воодушевлён тем, что Бадди Адлер пригласил в фильм Сильвию Сидни. Флейшер пишет: «Аура её звёздности по-прежнему переполняла меня. Я не мог даже представить в своих самых невероятных снах, что мне позволят работать с Сильвией Сидни. Я уже работал с некоторыми довольно крупными именами — Робертом Митчемом, Кирком Дугласом, Джеймсом Мэйсоном. Но это была сама Сильвия Сидни!» В своей автобиографии Флейшер вспоминал, как Сидни сидела и шила в своём вагончике в то время, как он мучительно подробно объяснял ей психологию и мотивы поступков её персонажа. После завершения его монолога она сказала: «Когда будем на площадке, вы скажите мне, где стоять… Да, и когда будут нужны слёзы, только скажите, и я заплачу».
Эрнест Боргнайн в своей автобиографии «Эрни» вспоминал, что «во время съёмок чуть было не убил одного из своих лучших друзей» Ли Марвина в ключевой сцене, когда его герой закалывает бандита вилами. Как пишет Боргнайн, чтобы добиться необходимой ярости жеста, он представил себя «Джоном Брауном, сражающимся с солдатами Роберта Ли». Фистер отмечает, что «другие актёры были менее склонны отдать всё за фильм». По словам Боргнайна, Виктор Мэтьюр не намеревался делать на съёмочной площадке ничего опасного после того, как сломав ногу во время работы на студии «Коламбиа пикчерз», не получил за эту травму никакой компенсации. В частности, когда Флейшер попросил Мэтьюра поднырнуть под машину, что большинство актёров выполнило бы без всяких разговоров, тот отказался. Боргшнайн считает, что «Виктор имел собственный взгляд на это, и я думаю, он имел на него право».
По словам Фистера, студия «Двадцатый век Фокс» не смогла оценить по достоинству провокационную остроту этого фильма, запланировав его премьеру в посёлке амишей в Ланкастере, штат Пенсильвания. Однако прочитав сценарий, мэр Ланкастера отклонил эту идею, назвав фильм «слишком жестоким и сексуальным».

## Оценка фильма критикой

### Общая оценка фильма
После выхода на фильма на экраны кинообозреватель «Нью-Йорк таймс» Босли Краузер, назвав фильм «отвратительном и безнравственным спектаклем», с грустью констатировал, что «у фильма, как будто бы нет иной цели, кроме как щекотать нервы и вызывать дрожь с помощью мелодраматических сцен и сдержанной порнографии».Как отмечает Фистер, «серьёзно недооценённый после выхода на экраны, фильм сегодня получает значительно лучшую оценку критики». Сам критик в качестве его основного достоинства указал на «уникальное сочетание жанров фильма об ограблении и жгучей мелодрамы», а Шварц назвал его «отлично сделанной атмосферической картиной о банковском ограблении», которую «мастерски поставил Флейшер». Майкл Кини охарактеризовал её как «маргинальный, но интересный фильм нуар с наэлектризованным последним получасом», а Брюс Эдер назвал картину «ещё одним сокровищем в творческом наследии Ричарда Флейшера», которое стоит «на одном уровне с его нуаровой классикой „Узкая грань“ (1952)». Работая на этот раз «в цвете и в широком формате, с натурными съёмками, весомым бюджетом и большим актёрским составом», Флейшер создал фильм, «который в каждой детали столь же чётко сфокусирован и прекрасно выстроен, как и его более ранний фильм».

### Характерные особенности фильма

#### Композиция и сюжетные линии фильма
Как отмечалось многими критиками, фильм развивается по двум направлениям — как бытовая мелодрама о жизни в небольшом городке и как триллер о банковском ограблении. Как пишет журнал Variety, «по мере того, как разворачивается подготовка к ограблению, начинают развиваться несколько побочных сюжетных линий», пересекаясь во время сцены ограбления и того, что последует вслед за ним. Хотя эти линии «очень надуманны и неубедительны», тем не менее, они придают фильму ощущение большей масштабности и мощи". Кульминация наступает в момент самого ограбления и последующего бегства. «Именно в этот момент экранная версия романа Уильяма Хита сбрасывает с себя все несущественные события и включает на полную мощь достойный ожидания горячий финал». По мнению Шварца, «сцены экшна бьют точно в цель, в то время как перегретые и надуманные побочные линии не убедительны и значительно замедляют ход действия». Фистер полагает, что «во многих смыслах ограбление в фильме имеет второстепенное значение. Для режиссёра Флейшера и сценариста Сидни Бёма намного более интересен показ жизни в Брэйдевилле, внешне мирном маленьком городке, в котором скрывается немало лихорадочных, убогих и жалких».

#### Сцены из жизни небольшого городка
Обозреватели уделили значительное внимание анализу характеров персонажей фильма, которых Босли Краузер назвал «не очень приятными людьми». По его словам, «наименее привлекательны… три современных, научных грабителя банка». «Следующими в порядке непривлекательности идут несколько горожан, о моральных и общественных пороках которых коротко рассказывается» по мере того, как бандиты готовятся к ограблению. «Среди них управляющий банком, неуклюжий парень, он же вуайерист с потным лицом. Конкретным объектом его наблюдения является красивая медсестра, которая живёт в местной гостинице. Кроме того, есть жена молодого владельца рудника, слабостью которой являются другие мужчины. Муж, глубоко травмированный её неверностью, начал пить и пытается ухаживать за медсестрой. Менее неприятны вороватая дама-библиотекарь и горный инженер, единственный недостаток которого заключается в том, что в глазах своего 10-летнего сына он не герой войны, как отец его приятеля». С другой стороны, за городом живёт фермерская семья амишей. «Эти причудливые, доверяющие Богу люди являются ревностными пацифистами. Но отец этого выводка не настолько ревностен, чтобы не быть в состоянии взять вилы и воткнуть их в спину самого опасного из грабителей… Таков набор персонажей в этом полном ужасов и садизма фильме».
Как пишет Ник Пинкертон, «жители маленького городка как будто взяты из книг Шервуда Андерсона с их коктейлями в гостиничном баре, мечтательным вуайеризмом и супружеской неверностью». Описывая жителей городка, Фистер отмечает, что «на вершине скандальной лестницы находятся местные аристократы Бойд и Эмили. Богатство не защищает эту пару от кризиса отношений, который они пытаются преодолеть через алкоголизм и сексуальную распущенность. Другие отпрыски основателей города в такой же степени страдают недостатками. Женатый управляющий банком Гарри Ривз, влюбившись в соблазнительную медсестру Линду Шерман, превращается в потеющего, крадущегося по переулку вуайериста. Кроткая библиотекарша Элси Брэйден погрязла в долгах перед банком, и готова на всё, чтобы выкрутиться из этого положения, даже на кражу. А порядочный семьянин и управляющий шахтой Шелли Мартин обременён проблемой с сыном, который стыдится того, что его отец не служил в армии. Единственными членами сообщества с незапятнанной репутацией является семья амишей во главе с патриархом Штадтом, и даже они оказываются втянутыми в скандал в кульминационный день субботнего ограбления».

#### Тема моральности насилия
Один из главных персонажей фильма, фермер-амиш, по своим убеждениям категорический противник насилия, в ключевой сцене фильма убивает одного из преступников, спасая жизнь других людей. Этот эпизод стал поводом для критиков обратить внимание на тему моральности насилия в фильме. Как пишет Фистер, "хотя некоторые критики посчитали насилие в фильме необоснованным, другие обратили внимание на моральную сложность его трактовки в сцене ключевого убийства в финале фильма. Так, обозреватель журнала «Тайм» отметил, что в сцене, в которой Штадт убивает грабителя, «моральность насилия остро поставлена на повестку дня, и на этот вопрос редко отвечали с большей силой и естественным величием». С другой стороны, в статье в «Нью-Йорк таймс», посвящённой насилию в кино, Краузер отметил, что насилие в этом фильме «не имеет никакой моральной цели или смысла» и «тот факт, что фермер по своей природе и вере глубоко презирает насилие, является единственным отдалённо философским — и при этом пораженческим — тезисом в этом фильме».

### Оценка работы режиссёра и творческой группы
Шварц полагает, что фильм отличает «великолепный сценарий Сидни Бёма». Эдер добавляет, что «сюжет проходит через многочисленные повороты по мере того, как воры тщательно готовят свой план — но это делается таким образом, чтобы оставить зрителю несколько сюрпризов напоследок». При этом «Флейшеру удаётся сплести удивительно сложную обстановку в абсолютно ненавязчивом стиле таким образом, что картина неожиданно представляется достаточно богатой и сложной, несмотря на непритязательный и лёгкий подход режиссёра к материалу». Пинкертон обращает внимание на умелое раскручивание сюжета Сидни Бёмом, а также визуальную работу Флейшера, особенно при съёмке «восхитительных горизонтальных пейзажей из поезда» и «медных рудников в оранжевой пыли».

### Оценка актёрской игры
Кроутер в своём обзоре актёрской игры отметил, что «Марвин быстро превращается в экранного садиста № 1. Его помнят по „Дикарю“ (1953) и „Плохому дню в Блэк Роке“ (1955), где он воплощает зло, но здесь он настолько холодно жесток, что парализует до ужаса». По мнению обозревателя, "Стивен Макнэлли и Дж. Кэррол Нэш в ролях других хладнокровных бандитов также на высоте, а Ричард Иган умеренно достоверен в роли молодого владельца рудника с тягой к выпивке. Кроутер считает, что «Томми Нунан смешон и жалок в роли вуайериста, Маргарет Хейз в роли непокорной жены отчаянно скучна, а Вирджиния Лейт сладострастна и энергична в роли красивой медсестры… Виктор Мэтьюр выглядит побитым в роли героя, а Эрнест Боргнайн в качестве фермера-амиша — это просто шутка. В плоской чёрной шляпе и с бакенбардами до подбородка, он ведёт себя так, как будто только что вышел из Ковчега». Где-то по дороге затерянной и забытой осталась Сильвия Сидни, «которую, к счастью, быстро сметает со сцены».
Эдер отмечает, что «картина наполнена памятными, а порой и культовыми экранными лицами (Ли Марвин, Эрнест Боргнайн), но каждый исполнитель вплоть до самой маленькой роли глубоко погружён в свою роль, так что когда наступает развязка, она абсолютно обжигающая по своей жестокости и силе». Майкл Кини выделил игру Марвина и Нэйша. По его словам, «Марвин, который унижал женщин в „Большой жаре“, столь же жесток и здесь, наступая на руку маленького ребёнка так, как будто давит сигарету», а «Нэйш, который ради разнообразия сыграл не итальянца с сильным акцентом, хорош в роли грабителя, который питает нежные чувства к детям». Шварц обращает внимание на Эрнеста Боргнайна в роли пацифистского фермера-амиша, втыкающего вилы в спину дьявольского персонажа", а Пинкертон выделяет игру «потрясающей Сильвии Сидни в роли дочери из влиятельной семьи, статус которой снизился, однако при этом её ранимость и гордость остались неизменными», а также Томми Нунан в роли подглядывающего труса.